# Kirkby Mallory, Peckleton & Stapleton
Kirkby Mallory, Peckleton & Stapleton är en civil parish i distriktet Hinckley and Bosworth, Storbritannien.   Den ligger i grevskapet Leicestershire och riksdelen England, i den södra delen av landet, 150 km nordväst om huvudstaden London. Kirkby Mallory, Peckleton & Stapleton gränsar till Desford. Det inkluderar Kirkby Mallory, Peckleton och Stapleton.